# Śukra

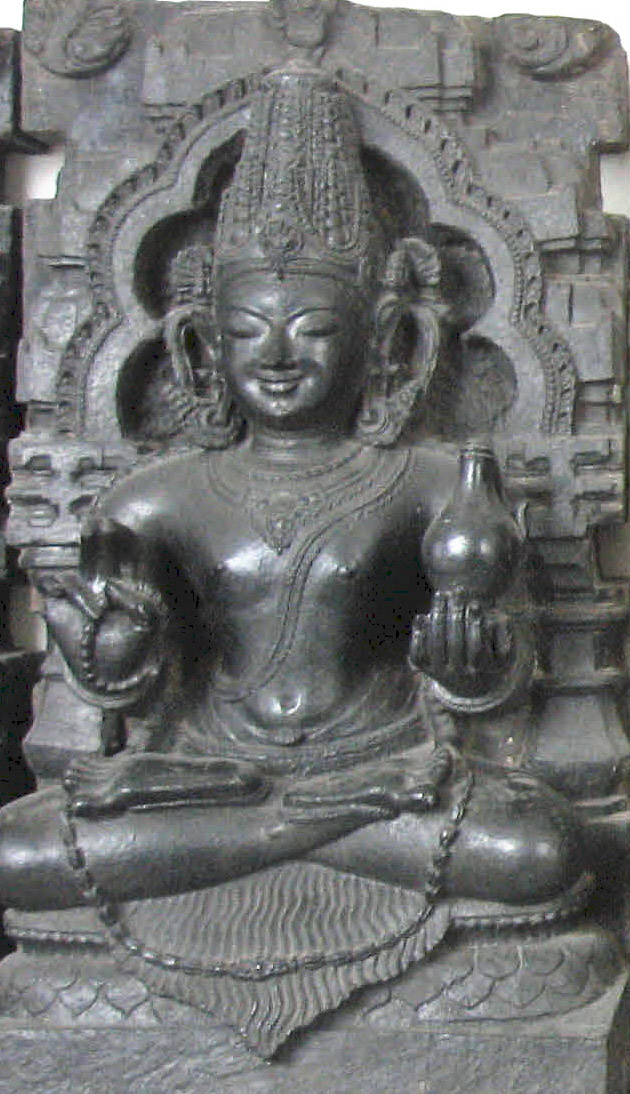
rappresentazione di Shukra

Śukra (devanagari: शुक्र, IAST: Śukra, "chiaro, luminoso"; nella grafia anglosassone: Shukra) è la divinità induista del pianeta Venere, oltreché il guru o precettore della classe di divinità note come Asura.

## Mitologia
Shukra è indicato come figlio di Bhrigu, uno dei saptarishi. Sua madre era Kavyamata, mentre le mogli di Shukra erano le dee Urjasvati, Jayanti (figlia di Indra) e Sataparva. A volte, Urjasvati e Jayanti vengono assimilate in un'unica dea. Con lei, Shukra ebbe molti figli, tra cui la regina Devayani, sposa del re Yayati della dinastia lunare.
Era il guru dei Daitya e degli Asura, ed è anche chiamato Shukracharya o Asuracharya in vari testi indù. In questa veste era il rivale di Brihaspati, che era invece il guru dei Deva. In un altro resoconto, contenuto nel Mahabharata, Shukra si divise in due, una metà diventando la fonte di conoscenza per i Deva (dèi) e l'altra metà essendo la fonte di conoscenza per gli Asura (demoni). Nei Purana, è benedetto da Shiva, dopo aver impressionato il dio con la sua bhakti (adorazione) verso di lui. 
Nel Mahabharata, Shukracharya è menzionato come uno dei mentori di Bhishma, avendogli insegnato le scienze politiche in gioventù.

## Astrologia
Nell'astrologia vedica classica, o Jyotisha, Shukra è considerato tra i Navagraha, i nove pianeti che influenzano la vita sulla Terra. Shukra rappresenta le donne, la bellezza, la ricchezza, il lusso e le relazioni procreative. Il suo mantra è "Om Draam Dreem Draum Sah Shukraya Namaha". È associato al venerdì e al diamante. Gli Shastra classici stabiliscono che il metodo migliore per ottenere le benedizioni di Shukra sia attraverso il rispetto delle donne.
È popolarmente propiziato attraverso l'adorazione di Ardhanarishvara o della dea Lakshmi.